# سيمون هاريل
سيمون هاريل هو كاتب مقالات وكاتب كندي، ولد في 1957.